# Abordagem sistêmica
Abordagem sistêmica é uma metodologia que busca conjugar conceitos de diversas ciências a respeito de determinado objeto de pesquisa. É baseada na ideia de que um determinado objeto de estudo possui diversas dimensões e facetas que podem ser estudadas e entendidas por diversas ciências e que conceitos e princípios emanados de diferentes ciências podem ser empregados no estudo e compreensão de determinado fenômeno por determinada ciência.

## História
O biólogo austríaco Ludwig von Bertalanffy o elaborou por volta da década de 50 uma teoria interdisciplinar capaz de transcender aos problemas exclusivos de cada ciência e proporcionar princípios gerais e modelos gerais para todas as ciências envolvidas, de modo que as descobertas efetuadas em cada ciência pudessem ser utilizadas pelas demais. Essa teoria interdisciplinar - denominada Teoria Geral dos Sistemas - demonstra o isomorfismo das várias ciências, permitindo maior aproximação entre as suas fronteiras e o preenchimento dos espaços vazios entre elas. 
Segundo essa teoria, os sistemas não podem ser compreendidos plenamente apenas pela análise separada e exclusiva de cada uma de suas partes. Ela se baseia na compreensão da dependência recíproca de todas as disciplinas e da necessidade de sua integração. 
Assim os diversos ramos do conhecimento - até então estranhos uns aos outros pela intensa especialização e isolamento consequente - passaram a tratar seus objetivos de estudos como sistemas. Muitas ciências possuem suas versões de abordagem sistêmica, sempre partindo de seus princípios para a harmonização com princípios e conceitos de outras ciências.
Dentre as ciências que adotam esta abordagem, podemos citar:
- Administração;
- Contabilidade;
- Economia;
- Sociologia;
- Antropologia;